# جورج هنري ديرن
وهو سياسي أمريكي ينتمي إلى الحزب الديموقراطي ولد جورج هنري ديرن في 8 أيلول - سبتمبر من سنة 1872 في ولاية نبراسكا الأمريكية شغل جورج هنري ديرن منصب حاكم ولاية يوتا ما بين عامي 1925 إلى عام 1933 توفي جورج هنري ديرن في 27 آب - أغسطس من عام 1936 في العاصمة الأمريكية واشنطن.